# سكوت ماثيسون
سكوت ماثيسون هو لاعب كرة قاعدة كندي، ولد في 27 فبراير 1984 في فانكوفر في كندا.

## وصلات خارجية
- سكوت ماثيسون على موقع دوري كرة القاعدة الرئيسي (الإنجليزية)
- سكوت ماثيسون على موقع الدوري الياباني لكرة القاعدة (الإنجليزية)
- سكوت ماثيسون على موقعبيزبول رفرنس.كوم (الدوري الرئيسي) (الإنجليزية)
- سكوت ماثيسون على موقعبيزبول رفرنس.كوم (الدوري الثانوي) (الإنجليزية)
- سكوت ماثيسون على موقع إي إس بي إن.كوم (أم.أل.بي) (الإنجليزية)
- سكوت ماثيسون على موقع مشجعي الرسوم البيانية (الإنجليزية)